# National Speleological Society
Die National Speleological Society (NSS) ist ein Verband US-amerikanischer Höhlenforscher. Die NSS wurde 1941 mit der Aufgabe gegründet, die Erforschung, Erhaltung und das Verständnis von Höhlen zu fördern. Nach dem ursprünglichen Sitz in Washington, D.C. befindet sich die Zentrale derzeit in Huntsville (Alabama). Der Verband mit über 12.000 Mitgliedern engagiert sich in Kartierung, Reinigung, wissenschaftlichen Studien, Erwerb und Einfriedung von Höhlen. Die NSS betreibt das größte Netzwerk zur Höhlenrettung in den USA.

## Aufbau
Der Verband ist derzeit in zwölf Regionen gegliedert:
- Arizona Region (manchmal der Southwestern Region zugerechnet)
- Mid-Appalachian Region
- Mississippi Valley-Ozark Region
- Northeast Regional Organization
- Northwest Regional Organization / Northwest Caving Association
- Ohio Valley Region
- Rocky Mountain Region
- Southeastern Regional Association
- Southwestern Region
- Texas Speleological Association
- Virginia Region
- Western Region

Ortsverbände innerhalb dieser Regionen werden als grottos (Grotten) bezeichnet. Die grottos sind auf lokaler Ebene für Freizeitaktivitäten und Aufgaben des Naturschutzes zuständig.

## Geschichte
Die speläologische Gesellschaft des District of Columbia (SSDC) wurde am 6. Mai 1939 von Bill Stephenson gegründet. Im Herbst 1940 wurde von den Verantwortlichen der SSDC eine Änderung der Satzungen vorgeschlagen, die die SSDC in die National Speleological Society umwandeln würde. Die Mitglieder wurden am 24. Januar 1941 über die Umwandlung informiert: ‘Am 1. Januar wurde die Gesellschaft als nationale Organisation neu konstituiert.’
Einen Sonderfall in der Organisationsstruktur stellt die Cave Diving Section (NSS-CDS) dar. Nach ersten Lehrgängen im Höhlentauchen 1953 durch die Florida Speleological Society wurde 1983 die NSS-CDS gegründet. Die Hauptaufgaben der seit 1987 überregional anerkannten NGO sind Forschung und Ausbildung; die NSS-CDS betreibt weltweit das umfangreichste Ausbildungsprogramm im Höhlentauchen.

## Publikationen
Die NSS gibt eine Reihe von Publikationen heraus, darunter:
- NSS News (monatlich)
- Journal of Cave and Karst Studies (vierteljährlich); bis 1995: NSS Bulletin
- Underwater Speleology (vierteljährlich)
- Membership Manual („Mitgliederhandbuch“, jährlich)
- American Caving Accidents („Amerikanische Höhlenunfälle“, alle fünf Jahre)